# Омутинський район
Омути́нський район (рос. Омутинский район) — муніципальний район в складі Тюменської області, Росія.
Адміністративний центр — село Омутинське.

## Географія
Омутинський район розташований в південній частині Тюменської області, на вододілі річок Тобол — Ішим в зоні лісостепу. Гідрографічна мережа району представлена річкою Вагай, лівою притокою Іртиша. Загальна площа території становить 282812 га, з них: сільськогосподарських угідь — 143093 га, лісів — 99329 га, під населеними пунктами — 5768 га.
Район межує з районами та округами області:
- На півночі — з Юргінським районом;
- На сході — з Голишмановським міським округом;
- На півдні — з Армізонським районом;
- На заході — з Заводоуковським міським округом.

## Історія
Омутинський район утворено 10 червня 1931 року з 8 сільрад Ламенського району, 10 сільрад Новозаїмського район та 13 сільрад Юргінського району у складі Ішимського округу Уральської області. До складу району входило 31 сільрада: Агарацька, Бущуєвська, Вагайська, Володинська, Вяткінська, Дмитрієвська, Красноярська (Великокрасноярська), Крутинська, Лабінська, Малокрутинська, Медвеженська, Некрасовська, Новодеревенська, Окуньовська, Омутинська, Плетньовська (1), Плетньовська (2), Ситниковська, Слободська, Соколовська, Солоновська, Сорокинська, Таповська, Токаревська, Томська, Хмельовська, Черв'янська, Шабановська, Шаньгінська, Шипаковська, Юргінська. Одна з Плетньовських сільрад, передана зі складу Новозаїмського району, перейменована в Южно-Плетньовську, інша, передана зі складу Юргінського району, — в Сєверо-Плетньовську.
17 січня 1934 район увійшов до складу Челябінської області, 7 грудня — до складу Омської області. 25 січня 1935 року був відновлений Юргінський район у складі Агарацької, Бушуєвської, Володинської, Вяткінської, Лабінської, Некрасовської, Новодеревенської, Сєверо-Плетньовської, Соколовської, Таповської, Хмельовської, Шипаковської та Юргінської сільрад. 19 вересня 1939 року ліквідовано Малокрутинську, Медвеженську, Слободську, Южно-Плетньовську сільради. 14 серпня 1944 року район увійшов до складу Тюменської області. 7 серпня 1948 року утворено смт Вагай. 17 червня 1954 року ліквідовано Дмитрієвську, Окуньовську та Сорокинську сільради. 16 жовтня 1959 року ліквідовано Большекрутинську сільраду, Великокрасноярська та Томська сільради об'єднано в Красноярську. 3 грудня 1959 року село Омутинське отримало статус смт, Омутинська сільрада перетворена в селищну раду. 28 травня 1960 року Токаревська сільрада перейменована в Окуньовську. 4 січня 1961 року ліквідовано Солоновську сільраду. 28 квітня 1962 року до складу району передано Колесниковську, Новозаїмську та Хорзовську сільради ліквідованого Новозаїмського району. 14 січня 1963 року смт Вагай, Лебедьовка та Лісний передані до складу Ялуторовської міської ради обласного підпорядкування.
1 лютого 1963 року район укрупнений в Омутинський сільський район, до його складу увійшла територія ліквідованого Юргінського району. 29 вересня 1964 року Новий Тап отримав статус смт і переданий до складу Ялуторовської міської ради обласного підпорядкування, Новотапівська сільрада перетворена в Новотапівську селищну раду. 12 січня 1965 року сільський район розукрупнений — до складу Заводоуковського району передані Колесниковська, Новозаїмська, Сосновська та Хорзовська сільради, смт Вагай та смт Омутинський повернуті до складу Омутинського району. 15 вересня 1965 року Тапівська та Вяткінська сільради об'єднані в Бельховську, Шаньгінська сільрада перейменована в Журавльовську, Черв'янська — в Южно-Плетньовську.
9 грудня 1970 року відновлено Юргінський район, до його складу передані Агарацька, Бельховська, Бучинська, Бушуєвська, Володинська, Зоновська, Лабінська, Сєверо-Плетньовська, Соколовська, Шипаковська та Юргінська сільради. 23 червня 1992 року смт Вагай перетворено в село, Вагайська селищна рада перетворена в сільраду. 17 березня 1993 року смт Омутинський перетворено в село, Омутинська селищна рада перетворена в сільраду. 6 липня 1995 року Зимов'є-Вагайська сільрада приєднана до складу Вагайської сільради.

## Населення
Населення району становить 18088 осіб (2020; 18457 у 2018; 19608 у 2010, 20913 у 2002).

## Адміністративно-територіальний поділ
На території району 9 сільських поселень:
| Поселення                             | Площа, км² | Населення, осіб (2002) | Населення, осіб (2010) | Населення, осіб (2018) | Населення, осіб (2020) | Центр            | Населені пункти |
| ------------------------------------- | ---------- | ---------------------- | ---------------------- | ---------------------- | ---------------------- | ---------------- | --------------- |
| Великокрасноярське сільське поселення | 540,97     | 1138                   | 1094                   | 1002                   | 979                    | Великий Краснояр | 4               |
| Вагайське сільське поселення          | 466,35     | 4151                   | 3895                   | 3623                   | 3485                   | Вагай            | 8               |
| Журавльовське сільське поселення      | 340,76     | 608                    | 520                    | 505                    | 495                    | Журавльовське    | 4               |
| Окуньовське сільське поселення        | 182,36     | 809                    | 764                    | 712                    | 694                    | Окуньовське      | 3               |
| Омутинське сільське поселення         | 292,86     | 10290                  | 9790                   | 9487                   | 9417                   | Омутинське       | 4               |
| Ситниковське сільське поселення       | 447,64     | 2384                   | 2287                   | 2083                   | 2002                   | Ситниково        | 6               |
| Шабановське сільське поселення        | 235,14     | 882                    | 750                    | 595                    | 563                    | Шабаново         | 4               |
| Южно-Плетньовське сільське поселення  | 322,04     | 651                    | 508                    | 450                    | 453                    | Южно-Плетньово   | 2               |

## Найбільші населені пункти
| № | Населений пункт | Населення, осіб (2002) | Населення, осіб (2010) |
| - | --------------- | ---------------------- | ---------------------- |
| 1 | Омутинське      | 9657                   | 9201                   |
| 2 | Вагай           | 2921                   | 2671                   |
| 3 | Ситниково       | 2043                   | 2003                   |